# Prințesa Louise a Danemarcei
Prințesa Louise a Danemarcei (Louise Caroline Josephine Sophie Thyra Olga; 17 februarie 1875 – 4 aprilie 1906) a fost prințesă daneză, al treilea copil și fiica cea mare a regelui Frederic al VIII-lea al Danemarcei și a soției acestuia, Lovisa a Suediei și Norvegiei.

## Biografie

Prințesa Louise cu mama ei, Louise a Suediei.

Prințesa Louise s-a născut la Palatul Amalienborg din Copenhaga la 17 februarie 1875. Tatăl ei era Prințul Moștenitor al Danemarcei, mai târziu regele Frederic al VIII-lea. Mama ei era Louise a Suediei, fiica regelui Carol al XV-lea al Suediei și al Norvegiei.
S-a căsătorit cu Prințul Frederic de Schaumburg-Lippe (1868–1945), la Palatul Amalienborg, la 5 mai 1896. Cuplul a avut trei copii. Mariajul a fost unul nefericit și Prințesa Louise a petrecut mult timp vizitându-și familia, unde stătea câte 2-3 luni. De asemenea, tatăl ei venea s-o viziteze în fiecare an.
Prințesa Louise a murit la castelul Ratiboritz la 4 aprilie 1906, la vârsta de 31 de ani. Ea și socrul ei, Prințul Wilhelm de Schaumburg-Lippe au murit la cinci ore distanță.
Cauza oficială a morții Prințesei Louise a fost  "inflamare cerebrală" cauzată de meningită, după săptâmâni de boală. S-a zvonit că a încercat să se sinucidă prin înecarea în lacul castelului de pe domeniul soțului ei Ratiboritz.